# Limnophyes fujidecimus
Limnophyes fujidecimus är en tvåvingeart som beskrevs av Sasa 1985. Limnophyes fujidecimus ingår i släktet Limnophyes och familjen fjädermyggor. Inga underarter finns listade i Catalogue of Life.